# 부산시민회관
부산 시민회관(釜山市民會館, Busan Citizen's Hall)은 부산광역시 동구 자성로133번길 16(범일2동)에 위치한 종합 공연장이다. 1973년 10월 10일에 개관했으며, 공연장 사정이 열악했던 부산 최초의 대규모 공연 시설로 화제를 모았다.

부산시민회관에서 열린 제22회 아시아영화제 개막행사

개관 이래로 시립 예술단 소속 단체들의 상주 공연장으로 이용되어 왔지만, 1980년대 들어 시설의 노후화가 시작되어 비판 여론이 생기기 시작했다. 1988년에 시립 예술단이 새로 건립된 부산 문화회관으로 옮겨간 뒤로는 회관 운영에 어려움을 겪기 시작했고, 2001년부터 약 1년 동안 대규모 보수·증축 공사를 실시해 2002년 7월 5일에 재개관했다. 2004년부터는 부산광역시 시설관리공단이 위탁 운영하고 있다.
대극장은 1624석의 객석과 오케스트라 피트, 회전무대 등을 갖추고 있어 콘서트부터 오페라, 뮤지컬까지 다양한 장르의 공연을 소화하도록 설계되어 있다. 그 외에 소규모 공연에 적합한 335석의 소극장과 미술작품 등의 전시회에 쓰이는 전시실, 연회실, 야외무대, 연습실, 분장실 등을 갖추고 있다. 2005년에는 이용객들의 편의를 위한 카페테리아도 개업했다.

소극장 겸 카페테리아

콘서트나 무대 작품 공연 외에 매주 월요일에는 국내외 영화들이 상영되는 영화관 역할도 하고 있으며, 시에서 주관하는 각종 공식 행사도 개최되고 있다.
97즈라는 멋진 청춘들이 시민회관에서 열정을 불태우고 있는 것으로 알려져 화두가 되고 있다.